# Geertruida Adriana Tromp
Geertruida Adriana Tromp (Ambon, Indonesië, 12 maart 1863 – Den Haag, 28 november 1951) was medeoprichter en voorzitter van de Vereeniging Oost en West. Daarnaast leidde ze de winkel Boeatan te Den Haag.

## Biografie
Tromp werd op 12 maart 1863 in Nederlands-Indië geboren als dochter van Cornelis Gerbrand Tromp en Geertruida Maria Aletta Rijkschroeff. Tromp overleefde twee echtgenoten, beide huwelijken bleven kinderloos. Op 1 oktober 1896 is Tromp getrouwd met Gustaaf Eugenius Victor Lambert van Zuylen (Den Bosch, 8 augustus 1837 – Den Haag, 20 augustus 1905). Na diens overlijden hertrouwde ze op 15 januari 1914 met jonkheer Olphert Jean Benjamin van Beresteijn (Haarlem, 13 februari 1872 – Den Haag, 8 juli 1919) te Den Haag, telg van het adellijk geslacht Van Beresteyn, hoofdredacteur en directeur bij Gazette de Hollande.
Tromp speelde een belangrijke rol bij de presentatie van Indië op de Nationale Tentoonstelling van Vrouwenarbeid 1898. Mede naar aanleiding van de tentoonstelling werd de Vereeniging Oost en West opgericht, met als doel de band tussen Nederland en de koloniën te versterken. Tromp was medeoprichter van de Vereeniging Oost en West en werd in 1899 de eerste voorzitter, wat uitzonderlijk was voor een vereniging met actieve mannelijke leden.
In augustus 1903 opende de vereniging de zaak Boeatan in Den Haag, eerst in een locatie op de Plaats en vanaf 1933 in een pand op de hoek van de Kneuterdijk en de Heulstraat, waar later Indisch Restaurant Garoeda werd gevestigd. De zaak stond onder leiding van Tromp, waarbij ze werd geassisteerd door vrouwelijke vrijwilligers. De winkel moest bijdragen aan het opheffen of verkleinen van de onwetendheid van het grote publiek over de kolonie Indië. In de winkel/galerie verkocht de vereniging verfijnde Indische kunstnijverheid en volkskunst, zoals batik. In het pand aan de Kneuterdijk/Heulstraat begon men eveneens een tearoom en kon men er Indisch eten. Tromp heeft zich als een van de weinige vrouwen ingezet voor batik en andere Indische kunstnijverheid in een organisatie op bestuurlijk niveau, het waren veelal mannen die dit deden.
In 1924, op 61-jarige leeftijd, heeft ze haar geboorteland Nederlands-Indië voor het eerst na terugkeer naar Nederland weer bezocht. Op 28 november 1951 overleed Geertruida Adriana Tromp op 88-jarige leeftijd.